# Martti Marttelin
Martti Marttelin   (Nummi, 18 de juny de 1897 - Burnaya, 1 de març de 1940) va ser un atleta finlandès, especialista en el proves de fons, que va competir durant la dècada de 1920.
El 1928 va prendre part en els Jocs Olímpics d'Amsterdam, on guanyà la medalla de bronze en la marató del programa d'atletisme. Morí en acció de guerra durant la Segona Guerra Mundial.

## Millors marques
- 10.000 metres. 32' 05.0" (1930)
- Marató. 2h 35' 02" (1928)[1][3]